# La Côte-aux-Fées
La Côte-aux-Fées is een gemeente en plaats in het Zwitserse kanton Neuchâtel en maakte deel uit van het district Val-de-Travers tot op 31 december 2017 de districten van het kanton Neuchâtel werden afgeschaft. La Côte-aux-Fées telt 485 inwoners.

## Geboren
- Alice Descœudres (1875-1963), pedagoge, lerares en pionier in het buitengewoon onderwijs